# Kellerné Egresi Zsuzsanna

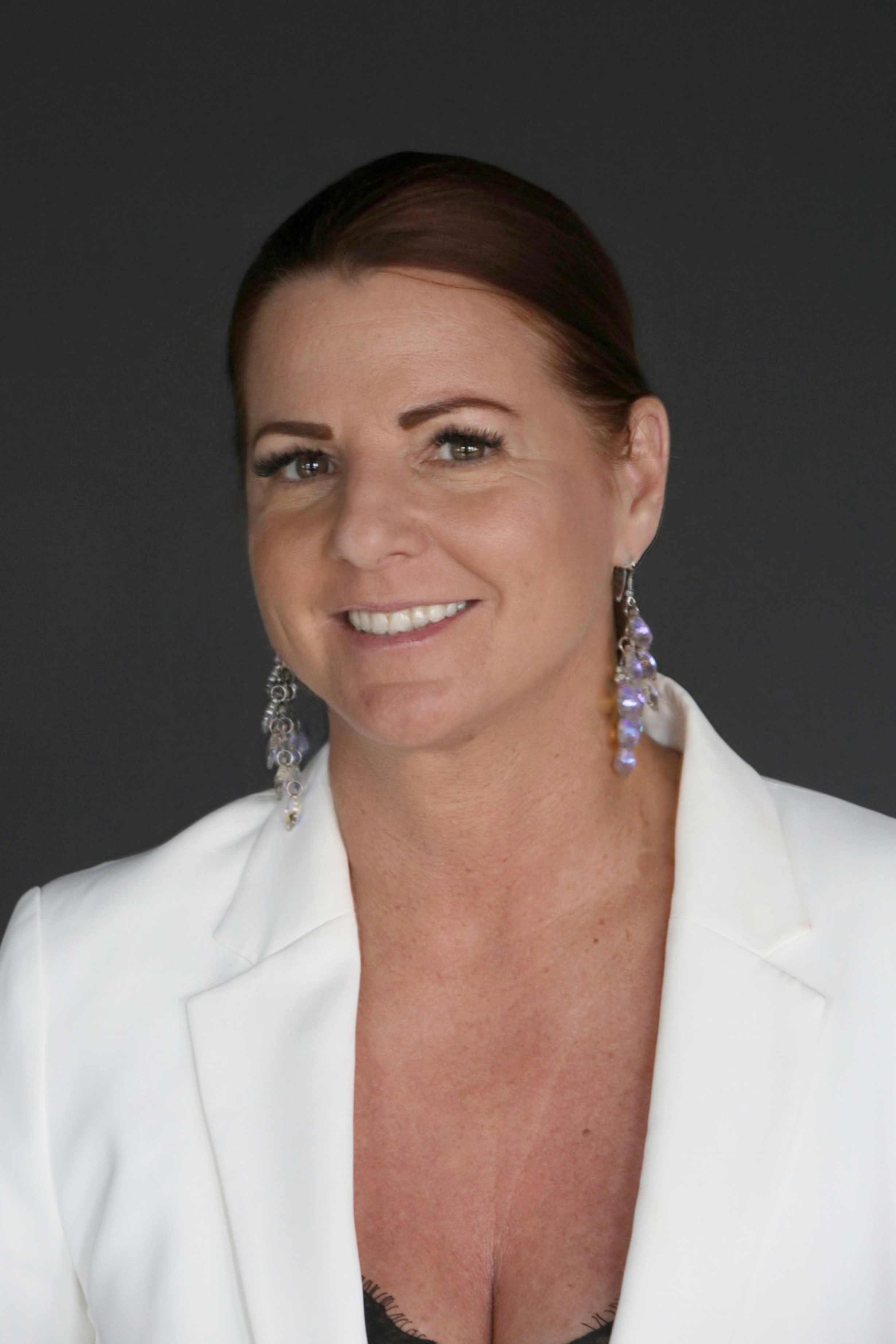
Kellerné Egresi Zsuzsanna

Kellerné Egresi Zsuzsanna (Veszprém, 1974. július 29. –) a Magyar Arany Érdemkereszt kitüntetettje, szociálpedagógus, művészetmenedzser, mentálhigiénés szakember, a Veszprémi Petőfi Színház igazgatóhelyettese.

## Életpályája
1992-93-ban, még középiskolásként statisztált a Veszprémi Petőfi Színház Jézus Passiójába. Ekkor alakult ki a színház iránti vonzalma, elkötelezettsége. Bár tetszett neki a színpadi munka, inkább a műsorterv összeállítása, az előadásokkal kapcsolatos egyeztetési és szervezői munka, a színházi logisztika érdekelte. Miután 1994-ben érettségi vizsgát tett a veszprémi Közgazdasági Szakközépiskolában, az akkori igazgató hívására művészeti titkárként csatlakozott a Veszprémi Petőfi Színház társulatához. 1997-ben színházi főtitkárrá nevezték ki 2003-ban – igazgatóváltás miatt – az értékesítési területre került, amelynek 2004-től a vezetője volt. 2010-ben feladatköre az újra rábízott művészeti titkári teendőkkel bővült. Ugyanebben az évben a Veszprémi Petőfi Színház igazgatóhelyettesévé nevezték ki. Jelenleg is betölti ezt a pozíciót, 2025-től pedig egyben a színház kreatív vezetője is.

### A Veszprémi Petőfi Színházon kívül
2003-tól 2016-ig, tizenhárom éven át a Veszprémi Ünnepi Játékok – a mai VeszprémFest elődje – ügyvezetője, majd értékesítési vezetője volt.

### Szerepvállalásai, kezdeményezései
Jelentős szerepet vállalt a veszprémi A Tánc Fesztiválja elindításában, az Országos Színházi Találkozó veszprémi állomásának megszervezésében és lebonyolításában. 2017-ben az ő ötlete nyomán született meg a Lélektől-Lélekig Színház Gyógyító Erejének Fesztiválja

## Iskolái
Közgazdasági Szakközépiskola Ügyvitel és igazgatás tagozat (Veszprém)
Nyugat-Magyarországi Egyetem Pedagógiai Kar (Sopron) – szociálpedagógus
Kaposvári Művészeti Egyetem (Kaposvár) – művészetmenedzser
Pannon Egyetem (Veszprém) – mentálhigiénés közösség- és kapcsolatépítés (mesterdiploma)

## Kezdeményezései
2017-ben, az ő ötlete nyomán születhetett meg a Lélektől-Lélekig Színház Gyógyító Erejének Fesztiválja, amely 2025-ben a nyolcadik évadához érkezik.
Ugyancsak ő szorgalmazta az összművészeti ViFi Feszt létrehozását is, amely bemutatkozási, egyben nívós szórakozási lehetőséget teremt a térség fiataljai számára.
További jelentős kezdeményezései, a teljesség igénye nélkül: az Autizmusbarát Intézmény minősítés megszerzése (amelyet meg is kapott a teátrum, a protokollt pedig továbbadta más színházaknak), átfogó esélyegyenlőségi program megvalósítása a színházban, Carpe Diem nyári tábor a 13–16 éves korosztálynak, SzínházVilág tábor, Bérletek Éjszakája, Színházi Gyereknap, Fizessen verssel színházjegyért!, Korhű Színházjegy Program, Szent Imre és Szent István kistérségi jótékonysági bérletsorozatok, Adventi Csodakert.
Szívén viseli a vidéki színjátszás ügyét. Ennek jegyében hozta létre a PetőfIFIAkadémiát, a négy féléves, fiataloknak szóló személyiségfejlesztő és közösségépítő kurzust, illetve szerkesztette és vezette a Vidéki színjátszás nagy alakjai című portréfilm-sorozat beszélgetéseit.

## Magánélete
Veszprémben született és azóta is a városban él. Férje Keller János színművész, fia Keller Márton énekművész-színész.

## Díjai, elismerései
- 2011: Latinovits-díj (a Veszprémi Petőfi Színház társulatának szavazata alapján)
- 2014: Bujtor-emlékgyűrű (a Veszprémi Petőfi Színház társulatának szavazata alapján)
- 2019: Pro Meritis-díj (Veszprém Megyei Jogú Város kitüntetése)
- 2022: Lázár-díj (a Lázár Alapítvány díja)
- 2022: Magyar Arany Érdemkereszt (állami díj)
- 2024: Gizella-díj (Veszprém Megyei Jogú Város kitüntetése)